# Церква Покрови Пресвятої Богородиці (Сулимівка)
Церква Покрова Божої Матері — чинна мурована церква в селі Сулимівка, Бориспільський район, Київська область; побудована на замовлення генерального хорунжого Івана Сулими тривалий час була усипальницею славного козацького роду Сулим; історико-архітектурна пам'ятка козацького бароко початку XVIII століття.

## Розташування
Мурована церква стоїть у центрі села при дорозі з Баришівки й с. Кучаків у с. Мала Стариця неподалік ландшафтного парку, що зберігся від садиби колишнього власника села А. Войцеховича. Церква є архітектурною домінантою села, а її дзвіниця — композиційний орієнтир на шляху з Кучакова в Сулимівку.

## Історія

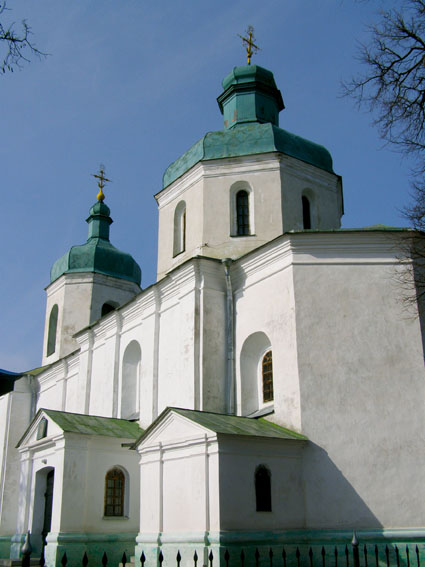
Церква Покрова Божої Матері зі сходу

Склепи родини Сулим

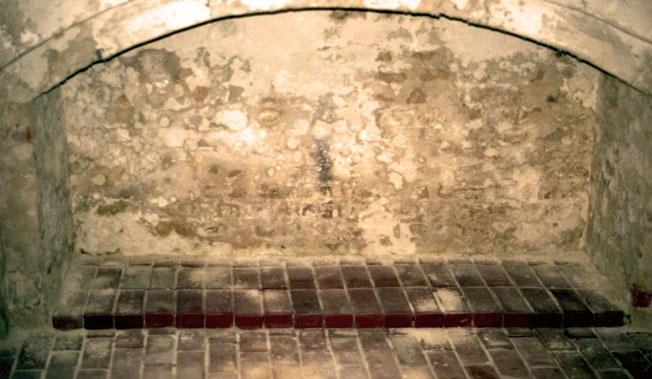
Розграбований більшовиками родинний склеп Сулим.

До кінця XX ст. датою спорудження цієї пам'ятки вважалися 1621—1629 рр., а фундатором — гетьман Іван Сулима, котрому належало село. Проте дослідженнями реставратора С. Юрченка та історика А. Шамраєвої доведено, що мурована церква була збудована 1708 р. замість занепалого однойменного дерев'яного храму. Фундатором був онук гетьмана, генеральний хорунжий Іван Федорович Сулима.
Церква неодноразово ремонтувалася, зокрема в 1767, 1785, 1835, 1845, 1856 рр. У 1905 р. вона зазнала суттєвих перебудов: тоді було розібрано західну стіну бабинця й добудовано притвор із двоярусною дзвіницею; добудовано тамбури перед північним і південним входами, а також ризницю; змінено форму центральної бані, яку зробили дуже приземкуватою; ліквідовано декоративні маківки на гребенях дахів бабинця й вівтаря. Це дещо спотворило первісну композицію будівлі.
Пам'ятку досліджено протягом 1977—1979 та 1988—1990 рр. (В. Іваненко, І. Іваненко, С. Юрченко, А. Шамраєва та інші) й протягом 1990-х рр. здійснено реставраційні роботи. За радянської влади церква стояла закритою, нині використовується за своїм призначенням. З цієї церкви походять визначні пам'ятки українського малярства: відома ікона Покрова Богородиці (30-і рр. XVIII ст.) та портрети Сулими і Сулимихи (середина XVIII ст). Вони зберігаються в Національному художньому музеї.

## Архітектура
Церква тридільна, однобанна, з прямокутними навою і бабинцем та гранчастим вівтарем. Вона мурована з цегли й потинькована. Дах і верхи укриті покрівельною сталлю по дерев'яних кроквах і кружалах.
Типологічно сулимівська церква належить до класичного в українській церковній православній архітектурі тридільного однобанного типу церкви. Щоправда, первісно церква була хоча й однобанною, проте триверхою, за рахунок декоративних маківок над бабинцем і вівтарем, накритими вальмовими дахами. Центральна баня сферична, має світловий підбанник — восьмигранний зовні й циліндричний всередині (загальна внутрішня висота бані становить 17,25 м від підлоги до склепіння). Підбанник лежить на підпружних арках і трикутних пандативах. Бабинець перекрито циліндричним склепінням, вівтар — напівлотковим. Вікна з арковими перемичками розміщені досить високо, над ними — розпалубки. Декор в інтер'єрі обмежується профільованими імпостами на лопатках. Іконостас не зберігся.
Зовні форми пам'ятки монументальні: фасади членуються пілястрами, вінчаються масивним розкріпованим карнизом. Архітектурні форми прибудов 1905 р. суголосні стилістиці самої церкви (схоже вирішення пілястр, карнизів, однаковий профіль цоколя, схожі форми двоярусних верхів церковної бані й дзвіниці). Перший ярус дзвіниці тридільний, містить сходову клітку; другий ярус — восьмерик з арковими отворами дзвонів. Під дзвіницею є підвал, а під навою церкви — крипта.
Церква в Сулимівці є унікальною пам'яткою архітектури доби Гетьманщини. Це один з архаїчних прикладів перенесення у муровану елітарну архітектуру розпланувально-просторової структури українського традиційного дерев'яного храму. Стилістику цієї пам'ятки можна визначити як ренесансно-бароковий синтез в умовах хронологічної ретардації. Як пам'ятка архітектури національного значення вона має охоронний № 922.